# Маршал ВВС
Маршал ВВС — высшее воинское звание в военно-воздушных силах ряда стран, соответствующее фельдмаршалу в сухопутных войсках. Является примерным аналогом главного маршала авиации.
Такое звание (Маршал Королевских ВВС) введено впервые в Великобритании в 1919 году и присвоено впервые сэру Хью Тренчарду в 1927 году.
Распространено в государствах британского содружества, в которых обычно имеет название вида «Маршал N», где «N» — название военно-воздушных сил соответствующей страны (например, Маршал Королевских Австралийских ВВС). В Бразилии (ранее также в Италии) соответствующее звание именуется «Маршал воздуха», в то время как аналогичный ранг в Португалии переводится как «Маршал военно-воздушных сил».